# As-tu mérité tes yeux ?
As-tu mérité tes yeux ? (titre original : Things Have Gotten Worse Since We Last Spoke) est un roman court épistolaire d'horreur de Eric LaRocca paru en 2021 puis traduit en français et publié aux éditions Le Bélial' en 2025.

## Résumé
Agnes Petrella, jeune lesbienne de vingt-quatre ans, est morte prématurément. Les policiers ont mis la main sur des échanges de courriers électroniques et de messages instantanés entre Agnes et une femme nommé Zoe Cross, laquelle fait actuellement l'objet d'une enquête.
Devant faire face à des échéances financières, Agnes Petrella a proposé via un message sur un site web LGBT+ de vendre un épluche-pommes ayant appartenu à son arrière-grand-mère. Elle reçoit très vite un courrier électronique de Zoe Cross qui lui propose d'acheter l'objet. Il s'ensuit alors plusieurs échanges au cours desquels Zoe, très à l'aise finbancièrement, propose d'aider Agnes en lui payant son loyer du mois. Petit à petit, une relation de domination et soumission se met en place entre les deux femmes, Zoe subvenant à tous ses besoins financiers en échanges d'une soumission totale d'Agnes.
Agnes est désireuse de porter un enfant. Zoe la pousse à manger de la viande de porc avariée afin qu'un ténia se développe en elle.